# Pinokio (film 1996)
Pinokio (ang. The Adventures of Pinocchio) – film fabularny z 1996 roku na podstawie powieści Carla Collodi. W Polsce premiera nastąpiła w 1997 roku. Film był emitowany w Telewizji Puls 4 września 2010 roku.

## Fabuła
Gdzieś we XVIII-wiecznych Włoszech stolarz Gepetto rzeźbi serce na leśnej sośnie jako dowód sekretnej miłości do swojej bratowej, Leony. Pewnej nocy piorun uderza w sosnę, napełniając ją magią. 25 lat później Gepetto znajduje szczątki sosny i tworzy z niej marionetkę o wyglądzie chłopca i nadaje jej imię Pinokio. Magia zawarta w drewnie ożywia Pinokia. Zszokowany Gepetto wkrótce dostrzega Pinokia, który wychodzi na ulice miasta w pogoni za gołębiem. Pinokio uznaje Gepetta za swego ojca, próbującego się tego wyprzeć. Pinokia szczególnie intrygują słowa o byciu prawdziwym chłopcem. Spotyka ich Leona, obecnie owdowiała, która wręcza ubranie dla Pinokia.
Dwoje oszustów i złodziejaszków, Felinet i Volpe dostrzegają Pinokia i biegną poinformować o tym Lorenziniego, bogatego dyrektora teatru marionetkowego. Lorenzini odwiedza Gepetta i bezskutecznie usiłuje kupić od niego Pinokia. W trakcie ich rozmowy Pinokio wiedziony śpiewem chłopców maszeruje z nimi do pobliskiej szkoły. Zaskoczony wyglądem nowego ucznia jeden z chłopców o imieniu Knot zaczepia Pinokia, który oddaje mu. Nauczyciel widząc leżącego Knota wypytuje się Pinokia, który nie chcąc przyznać się do winy, kłamie. Od tego zaczyna mu rosnąć nos, będący według nauczyciela obok krótkich nóg objawem kłamstwa. Wzburzony nauczyciel każe wyjść Pinokiowi ze szkoły.
Zasmucony Pinokio wychodząc trafia do piekarni, gdzie powoduje olbrzymi raban. W efekcie Gepetto zostaje aresztowany. Tymczasem Pinokio wraca do domu, gdzie spotyka gadającego świerszcza imieniem Pepe. Świerszcz oferuje pomoc Pinokiu w staniu się prawdziwym chłopcem mówiąc mu jednocześnie, że musi opłacić ciężką pracą. Po chwili po Pinokia przybywają karabinierzy, którzy zaprowadzają go do sądu.
Sąd po rozpoznaniu sprawy Gepetta skazuje go na odszkodowanie dla piekarzy oraz opłacenie kosztów sądowych. Kiedy Gepetto mówi, że nie stać go na tak wysoką grzywnę, wobec czego sąd skazuje go na więzienie. Z opresji ratuje go Lorenzini, obiecując zapłacić grzywnę za Gepetta pod warunkiem oddania mu Pinokia. Gepetto niechętnie przystaje na propozycję Lorenziniego.
Pinokio staje się gwiazdą teatru Lorenziniego przynosząc mu ogromne zyski. Podczas jednego występu Pepe chce uświadomić Pinokiu, że Lorenzini nigdy go nie kochał. Ten fakt dociera do Pinokia dociera, gdy Lorenzini na potrzeby spektaklu zamierza spalić inne kukiełki. Pinokio je ratuje jednocześnie podpalając przypadku teatr. Ucieka przez rzekę, gdzie trafia do lasu i zamierza tam żyć. Gepetto odzyskuje kukiełki jednocześnie zastanawiając się gdzie jest Pinokio. Wspólnie z Leoną decyduje się go poszukać.
Tymczasem w lesie Pinokio chcąc uciec od dzięcioła przy klasztorze natrafia się na wysłanych przez Lorenziniego Felinet i Volpe’a. Ci widząc u Pinokia złote dukaty dane mu przez Lorenziniego jako zapłatę, wmawiają, że może je pomnożyć zakopując je w ziemi na godzinę. Dzięki czemu będzie mógł kupić więcej cudów, dzięki czemu stanie się prawdziwym chłopcem. Pinokio zgadza się wierząc, że tego chciałby jego ojciec. Pepe strofuje Pinokia mówiąc mu, że Gepetta nie obchodzi czy jest chłopcem lub kukiełką oraz cuda rodzą się jedynie z serca. Po godzinie Pinokio widzi wykopany dół bez dukatów domyślając się, że dał się oszukać.
Załamany swoją głupotą Pinokio rozmyśla nad słowami Pepe, gdy nagle przejeżdża kareta pełna chłopców jadąca do Krainy Cudów, lunaparku gdzie nie ma żadnych zasad. Wśród nich jest Knot, który nie żywiąc już urazy do Pinokia zachęca go do wycieczki, na co ten się zgadza. Gepetto i Leona podczas poszukiwań widzą na morzu czapkę Pinokia, która spadła mu podczas wycieczki karetą. Gepetto sądzi, że wyruszył świat i decyduje się go znaleźć. Leona chce mu wyperswadować ten pomysł, jednak Gepetto upiera się mówiąc, że drugi raz nie zmarnuje szansy na posiadanie własnej rodziny i wygarnia jej, że ją kochał.
Tymczasem w Krainie Cudów Pinokio wesoło spędza czas, co irytuje Pepe. Wkrótce Pinokio i chłopcy korzystają z górskiej kolejki, gdzie zostają oblani wodą z fontanny. Okazuje się, że cała woda w lunaparku jest zaklęta i przemienia chłopców w osły jako symbol ich niegrzeczności. W osła zmienia się Knot, zaś Pinokiu jedynie rosną ośle uszy z powodu dziur w tułowiu. Pinokio odkrywa, że właścicielem Krainy Cudów jest Lorenzini, który sprzedaje chłopców jako osły. Próbuje przekonać bywalców Krainy Cudów o zamiarach Lorenziniego, ale nikt mu nie wierzy. Gdy Lorenzini chce wmanewrować chłopców w swe plany Knot za radą Pinokia wykopuje go wprost do wody. Zanurzony Lorenzini zaczyna przeistaczać się w rybopodobnego potwora, co zmusza go do ucieczki w ocean. Przerażeni chłopcy uciekają z wyspy.
Pinokio i Knot idą przed siebie, aż natrafiają się na Leonę, która informuje o decyzji Gepetta. Pinokio wypływa w morze, by go znaleźć. Na pełnym morzu zostaje połknięty przez podobnego do wieloryba morskiego potwora, którym jest Lorenzini po pełnej transformacji. W środku Lorenziniego jest też Gepetto. Pinokio wraz z ojcem zamierzają się wydostać na wolność, jednak z dużymi trudnościami. W końcu Pinokio zaczyna kłamać, by jego nos przebił gardło Lorenzinemu. Ten dusząc się wypluwa Pinokia i Gepettta, po czym umiera.
Na plaży Pinokio i Gepetto przebaczają wzajemne swoje winy. Pinokio roni łzę, przez co zmienia się w człowieka. W drodze powrotnej do miasta Pinokio dostrzega Felinet i Volpe’a, którzy go nie rozpoznają. Pinokio wmawia im, żeby poszli do Krainy Cudów i napili się tam wody z kamieniem w ręku, dzięki czemu ten zmieni się złoto. Felinet i Volpe nabierają na fortel i zmieniają się kota i lisa, za co przeklinają Pinokia rozpoznając go w jego rodzinnym mieście. Zaś Pinokio żyje szczęśliwie wraz z Gepettem i Leoną, będącymi już małżeństwem i bawiąc się z Knotem, który wraz z innymi chłopcami zmienionymi w osły wrócił do dawnej postaci, dzięki własnym dobrym uczynkom.

## Obsada
- Jonathan Taylor Thomas – Pinokio
- Brian May – Pinokio (śpiew)
- Martin Landau – Luca Antonio Renaldo Geppetto Baldini
- David Doyle - świerszcz Pugnacio Elecuzio „Pepe” P. Elegante (głos)
- Geneviève Bujold – Leona
- Udo Kier – Lorenzini
- Bebe Neuwirth – Felinet
- Rob Schneider – Volpe
- Corey Carrier – Knot
- Władimir Kowal – Luigi
- Jerry Hadley –
  - Luigi (głos),
  - chór w teatrze marionetek (głos)
- Marcello Magni – piekarz
- Dawn French – żona piekarza
- Richard Claxton – Saleo
- John Sessions – nauczyciel
- Jean-Claude Drouot – sędzia

## Polska wersja
Opracowanie i udźwiękowienie wersji polskiej: Studio Opracowań Filmów w Warszawie

Reżyseria: Maria Piotrowska

Dialogi polskie: Grażyna Dyksińska-Rogalska, Stefan Mroczek

Przekład piosenek: Filip Łobodziński

Dźwięk: Alina Hojnacka-Przeździak

Kierownictwo muzyczne: Mirosław Janowski

Montaż: Gabriela Turant-Wiśniewska

Kierownik produkcji: Mieczysława Kucharska

Wystąpili:
- Piotr Uszyński – Pinokio
- Wiesław Michnikowski – Luca Antonio Renaldo Geppetto Baldini
- Tadeusz Borowski – świerszcz Pugnacio Elecuzio „Pepe” P. Elegante
- Jolanta Wołłejko – Leona
- Jacek Borkowski – Lorenzini
- Ewa Serwa – Felinet
- Paweł Galia – Volpe
- Jacek Wolszczak – Knot
- Jacek Parol –
  - Luigi,
  - chór w teatrze marionetek
- Tomasz Marzecki –
  - piekarz,
  - woźny sądowy,
  - mnich
- Halina Bednarz – żona piekarza
- Marek Frąckowiak –
  - nauczyciel,
  - Tino,
  - pracownik Lorenziniego ścigający Pinokia #2
- Włodzimierz Bednarski –
  - sędzia[1],
  - ojciec chłopca z piłką
- Małgorzata Długosz – aktorka wcielająca się w kukiełkę królewny
- Jacek Rozenek – klaun w Krainie Cudów
- Jerzy Dominik – pracownik Lorenziniego ścigający Pinokia #1
- Mirosław Zbrojewicz – właściciel wozu z drewnem

Lektor: Andrzej Piszczatowski